# Psykose
Psykose (fra græsk ψυχή "psyche" dvs. sind, og -οσις "-osis" dvs. sygdomstilstand), rent sprogligt oversat sindssygdom (psykose) eller sindssyge (psykotisk), er et psykiatrisk begreb for en sindstilstand, hvor personen har mistet kontakten til "virkeligheden", dvs. vedkommendes tolkning af omverdenen er blevet privat i så høj en grad, at andre mennesker ikke ville kunne forstå det. Psykosen inddeles i daglig tale i to slags former: Hvis man er psykotisk, beskrives en tilstand, hvor man på grund af sygdom eller forgiftning har en svækket realitetssans. Eksempelvis er man psykotisk, hvis man har vrangforestillinger om at blive forfulgt eller har syns- eller hørehallucinationer. Ved en psykose lider man oftest under en sygdom som eksempelvis skizofreni eller paranoid psykose, omend også enklere tilstande som søvnmangel og forgiftninger kan give psykoser.
En psykose kan opstå pludseligt eller komme gradvist; symptomer varierer ofte fra individ til individ og kan endda ændre karakter med tiden. Nogle af de mest typiske symptomer inkluderer vrangforestillinger, tankeforstyrrelser, hallucinationer, humørændringer og manglende sygdomserkendelse.

## Tegn og symptomer
En psykose kan opstå pludseligt eller komme gradvist, symptomerne varierer ofte fra person til person, og nogle af de hyppigst sete symptomer er hallucinationer, vrangforestillinger, tankeforstyrrelser, humørændringer og manglende sygdomsindsigt. Selvom symptomerne varierer fra individ til individ, har de dog den påvirkning tilfælles, at de skaber et forvrænget billede af virkeligheden, og derved en manglende evne til at skelne mellem fantasi og virkelighed.

### Hallucinationer
Hallucinationer kan defineres som sanseoplevelser uden ydre påvirkning, og kan derved opstå indenfor alle fem sanser: høre- lugte- smag- føle- og synssansen. Hørelseshallucinationer (auditive hallucinationer) er det hyppigste sete ved en psykose, og forekommer ved næsten alle skizofene. Hørelseshallucinationer kan opleves som alle forskellige slags lyde, ofte er det stemmer, der enten lyder som om de kommer et sted fra rummet eller rungende lyde inde i hovedet. Ofte omtaler disse stemmer den psykotiske i negative vendinger.
Hallucination på følelsessansen (taktile hallucinationer) ses ikke så ofte. Lugt- og smagshallucinationer forekommer mere sjældent men er ikke ualmindelige især ikke ved skizofrene.
Synshallucinationer forekommer oftest i forbindelse med psykoser der er forårsaget af forgiftning eller hjerneskade. Stoffer også kendt som hallucinogener eksempelvis LSD frembringer hallucinationer på især synssansen. Hvis hallucinationer forbliver efter påvirkningen kan det være et tegn på sindslidelsen Hallucinogen persisting perception disorder (en) forkortet (HPPD)

### Vrangforestillinger
Vrangforestillinger (græsk:παράνοια paranoia af παρὰ, parà, "ved siden af" & νοῦς, noûs, "forstand") er opfattelser som ikke stemmer overens med virkeligheden, og ikke deles af andre. Patienten kan være mere eller mindre overbevist om hvor realistiske forestillingerne er. Jo mere man tror på dem jo mere handler man i overensstemmelse med vrangforestillingerne. Vrangforestillinger kan dreje sig om mange forskellige områder eksempelvis:
- Storhedsforestillinger (megalomane vrangforestillinger): Ideer om egen storhed og magt.
- Depressive vrangforestillinger: Personen føler sig skyldig i alle slags ulykker.
- Forfølgelsesforestillinger: Man bliver forfulgt eller nogen planlægger en sammensværgelse.
- Selvhenførende vrangforestillinger: Nogen holder øje med en, eller at det der sker fx TV eller står i aviser er møntet på en.
- Bizarre vrangforestillinger: Forestillinger, der er fuldkommen utænkelige, som eksempelvis at man stammer fra en anden planet. Denne type ses især ved skizofrene.[12]
- Jalousi forestillinger (Paranoia zelotypica): Idéer om, at ens partner er utro.
- Tankepåvirkningsoplevelser: Fx oplevelsen af, at ens tankerne bliver sendt ud gennem en radio, så alle kan høre dem (tankespredning), at ens tanker kan høres af andre (tankehørlighed), at ens tanker giver ekko inde i hovedet (tankeekko), at andre kan sætte tanker ind i ens bevidsthed (tankepåføring), eller at andre kan fjerne ens tanker (tankefradrag).
- Styringsoplevelser: Oplevelsen af, at andre personer overtager kontrollen over ens handlinger, tanker eller følelser.

### Tankeforstyrrelser
Tankeforstyrrelser som fremgår af ordet er forstyrrelser i tænkningen og ses ofte ved folk lidende af skizofreni. Tankeforstyrrelser kan eksempelvis vise sig som dannelse af nye ord (neologismer), vaghed ved mangel på evne til at forankre budskab i tid, sted, usammenhængende tale (inkoheræns), privat logik og tanke- og talepres, mv.

### Humørændringer
Humørændringer kan komme ved følelsen af tomhed og det kan være svært for personen at udtrykke følelser. Humørændringer finder dog også sted ved folk der lider af bipolær affektiv sindslidelse (tidligere kaldet maniodepressiv psykose) hvor det kan veksle mellem mani og depression. Maniodepressive tilstande tolkes dog kun som psykotiske alt efter hvor høj en grad der forekommer forvrængning af virkeligheden.

### Manglende sygdomsindsigt
Ofte har den psykotiske svært ved at se sin egen ualmindelige opførsel eller opfattelse af omverdenen. Den manglende sygdomserkendelse er derfor ofte grundlag for vanskelighederne mellem pårørende og behandlere. Det ses dog alligevel der ved nogen psykotiske er en smule sygdomsfornemmelse som kan komme til udtryk på anden vis f.eks. at patienten beskriver sin tilstand som en "krise." Dette kan ofte være med til at skabe kontakt mellem behandler og patient.

## Klassifikation
Psykoser inddeles i følgende tilstande:
- Skizofreni
- Akutte forbigående psykoser
- Psykotisk mani og psykotisk depression
- Paranoide psykoser
- Skizo-affektive psykoser
- Organiske psykoser
- Stof- og abstinenspsykoser

### Skizofreni
Skizofreni (græsk skhizein dvs. "spaltet" og phren dvs. "forstand") er en alvorlig sindslidelse, der er karakteriseret ved uvirkelige tanker, forvrænget virkelighedsopfattelse, hallucinationer og vrangforestillinger. Ofte deles symptomerne op i grundsymptomer og positive og negative symptomer. Grundsymptomerne er karakteriseret ved: Autisme (sig selv) dvs. indadvendthed, tilbagetrækning og manglende interesse for omgivelserne. Associationsforstyrrelser hvor patientens tankegang følger et mønster, der er svært at sætte sig ind i for en udestående, eksempelvis kan den personer med skizofreni pludselig afbryde sig selv midt i en sætning. Ambivalens dvs. modstridende følelser omkring samme ting. Affektive forstyrrelser dvs. et følelsesmæssigt udtryk man kunne forvente i en bestemt situation ikke er der, f.eks. en manglende reaktion hvis en nær person døde. Ved skizofreni behøves alle grundsymptomerne dog ikke at være der. De positive symptomer står for hallucinationer og vrangforestillinger, hvor de negative symptomer eksempelvis kan være manglende initiativ, manglende interesse, manglende evne til at skabe kontakt og indskrænket sprogbrug.

### Akutte forbigående psykoser
Akutte forbigående psykoser også kaldet de reaktive psykoser varer typisk kun to uger, og følger oftest et psykotraume eller en belastende situation. I mange tilfælde ses disse psykoser som en god ting, da personen ofte hurtigt bliver rask uden medicin, bare så længe den belastende begivenhed bliver bearbejdet. De akutte forbigående psykoser inddeles ofte i underkategorier, alt efter hvilke symptomer der er dominerende: Akut paranoid psykose, akut polymorf (mangeartet) psykose, akut skizofrenlignende psykose og akut depressiv psykose.

### Psykotisk mani og psykotisk depression
Mani karakteriseres ved overdreven opstemthed, hvor der forekommer en trang til at foretage sig noget hele tiden, som kan være med til at mindske søvnbehovet. Personen med mani kan blandt andet udvikle storhedforestillinger, som eksempelvis tanken om at være genial. I denne sammenhæng er hallucinationer også et set symptom.
Ved depression forekommer nedtrykthed, manglende lyst og energi til at foretage sig noget, ringe selvtillid, skyldfølelse, ændringer i søvn og appetit. Der er tale om en psykotisk depression ved forekomsten af psykotiske symptomer, som kunne være vrangforestillinger eller hallucinationer. Vrangforestillingerne kunne blandt andet gå ud på, at den depressive føler sig skyldig i alle slags ulykker, og derved fortjener at dø. Ved denne tilstand ses også paranoia, hvor man kan føle sig forfulgt af andre. De depressive tanker kan dog være med til at bevirke, man føler at forfølgelsen kun er velfortjent.

### Paranoide psykoser
Paranoid psykose eller paranoia er en psykisk lidelse, der er karakteriseret ved forekomsten af vrangforestillinger uden tegn på tankeforstyrrelser, ambivalens, hallucinationer (dog kan disse i undertiden forekommer), autisme eller affektive forstyrrelser som ved skizofreni. Oftest rammer paranoid psykosen kvinder, og der er størst chance for det, jo ældre man er.

### Skizo-affektive psykoser
Ved Skizo-affektive psykoser forekommer der både skizofrene symptomer og symptomer på affektiv sindslidelse dvs. mani/depression. Derved kan patienten enten være depressiv eller manisk, samtidig med at vedkommende lider af bizarre vrangforestillinger og tankeforstyrrelser.

### Organiske psykoser
Organiske psykoser er en tilstand udløst af organiske eller medicinske faktorer. Sociale og psykologiske faktorer spiller også ind i forklaringen på disse tilsande, men ofte er det de biologiske udløsende faktorer, der bliver kigget på. Sygdomme som alzheimers, hjernetumor parkinson syfilis og B-vitaminmangel m.fl. kan udløse disse psykotiske tilstande. Her forekommer ofte synshallucinationer, som også kan være med til at fastslå, om det er en betinget organisk psykose. Synshallucinationerne ses nemlig ofte ved hjerneskade eller forgiftning dette kunne være gennem hallucinogene stoffer som alkohol, LSD, meskalin og cannabis.

### Stof- og abstinenspsykoser
Stof- og abstinenspsykoser inddeles i to slags i forhold til indtagelse af alkohol og stoffer:
Abstinenspsykose opstår ved ophøret af længere tids dagligt brug af stoffer.
Forgiftning: En for stor indtagelse af stoffer kan forgifte hjernen, og føre til psykotiske symptomer blandt andet synshallucinationer.

## Årsager til psykoser
Dette afsnit eller denne liste er kun påbegyndt. Hvis du ved mere om emnet, kan du hjælpe Wikipedia ved at tilføje mere.

Psykoser kan udløses ved, gennem længere tid, at være udsat for ekstremt belastede/stressede situationer. En psykose kan også være et symptom på en somatisk sygdom.

### Den biopsykosociale model
Der er generelt konsensus om at psykoser skyldes en kombination af flere forskellige faktorer – herunder biologiske, psykologiske og sociale faktorer.

### Psykologiske forklaringsmodeller
Tekst mangler, hjælp os med at skrive teksten

### Biologiske forklaringer
Billeder af hjernen på psykotiske undersøger både ændringer i hjernestrukturerne og forandringer i hjernens funktion, dette har frembragt nogle blandede resultater.
Det første hjernebillede frembragt af en person med psykose fandt sted tilbage i 1935 ved hjælp af en teknik kaldet pneumoencephalografi, (en smertefuld og nu forældet procedure, hvor cerebrospinalvæske blev drænet omkring hjernen og erstattet med luft, så det blev muligt at se hjernestrukturen mere tydeligt på røntgenbilleder).
Nye studier undersøger strukturændringer i hjernen, og der blev blandt andet fundet en betydningsfuld reduktion af den grå substans i hjernebarken (cortex) ved folk før og efter de blev psykotiske.
 Sådanne opdagelser har ledt til en debat, om psykosen selv er dannet af neurotoxiner, som forgifter nervesystemet og sammenhængen mellem skaden i hjernen og længden af den psykotiske episode. Nyere undersøgelser har vist, at det ikke er tilfældet, alligevel er yderligere undersøgelser stadig i gang.
Hjernescanninger har afsløret, at områder i hjernen der reagerer på sansning, er aktive under en psykose. For eksempel kan en positronemissionstomografi eller MR-scanning af en person der påstår at høre stemmer, vise en aktivering af det auditive cortex eller dele af hjernen, som involverer sansning og forståelse.

## Behandling
Psykoser behandles normalt med antipsykotiske stoffer (antipsykotika), såsom
- Chlorpromazin (Thorazine)
- Fluphenazin (Prolixin)
- Levomepromazin (Nozinan)
- Clozapin (Clozaril)
- Olanzapin (Zyprexa)
- Risperidon (Risperdal)
- Quetiapin (Seroquel)
- Aripiprazol (Abilify)
- Ziprasidon (Zeldox)

eller lignende, samt med samtalebehandling og psykoedukation, dvs. undervisning om psykoser til patient og pårørende.

## Fodnoter
1. ↑  Cullberg 1999 s. 239
2. 1 2  Psykose Arkiveret 1. januar 2009 hos  Wayback Machine Netpsykiater.dk
3. ↑  Om og med psykoser s. 37
4. 1 2 3 4  Psychosis mental health fact sheet på Centre for Addiction
and Mental Health
5. 1 2  Om og med psykoser s. 40
6. ↑  Om og med psykoser s. 41
7. 1 2 3  Hallucinationer www.netpsych.dk
8. 1 2  Cullberg 1999 s. 264
9. ↑  Om og med psykoser s. 44
10. ↑  "Hallucinogener". Arkiveret fra originalen 12. februar 2009. Hentet 5. november 2008.
11. ↑  "Ordbog: Vrangeforstillinger – Netpsykiater". Arkiveret fra originalen 19. august 2008. Hentet 5. november 2008.
12. ↑  "Ordbog: Bizarre vrangeforestillinger – Netpsykiater". Arkiveret fra originalen 19. august 2008. Hentet 5. november 2008.
13. ↑  Rosenberg, Raben (2024-09-12). "tankeforstyrrelser". Den Store Danske (lex.dk online udgave). Hentet 2024-09-14.
14. ↑  Cullberg 1999 s. 240
15. ↑  Carpenter, William T., Jr., John S. Strauss, and John J. Bartko (21. december 1973). "Flexible system for the diagnosis of schizophrenia: Report from the WHO international pilot study of schizophrenia" (PDF). Science. 182 (4118): 1275-1278. doi:10.1126/science.182.4118.1275. ISSN 0036-8075. PMID 4752222. Hentet 2006-10-21. {{cite journal}}: Ekstern henvisning i |format= (hjælp)
16. ↑  Om og med psykoser s. 48
17. ↑  Om og med psykoser s. 50
18. ↑  Cullberg 1999 s. 263
19. ↑  Om og med psykoser s. 57
20. 1 2  Psykotiske symptomer af Psykiater Morten Birket-Smith
21. ↑  Cullberg 1999 s. 300
22. ↑  Paranoid psykose (Webside ikke længere tilgængelig) Ugeskrift for læger
23. ↑  Om og med psykoser s. 58
24. ↑  Paranoid psykose Arkiveret 6. december 2008 hos  Wayback Machine netpsykiater
25. ↑  Lesser JM, Hughes S. "Psychosis-related disturbances. Psychosis, agitation, and disinhibition in Alzheimer's disease: definitions and treatment options." Geriatrics. 2006 Dec;61(12):14-20. Review.
26. ↑  Lisanby, S. H.; Kohler, C.; Swanson, C. L.; Gur, R. E. (januar 1998). "Psychosis Secondary to Brain Tumor". Seminars in clinical neuropsychiatry. 3 (1): 12-22. PMID 10085187.
27. ↑  Wedekind S."Depressive syndrome, psychoses, dementia: frequent manifestations in Parkinson disease" MMW Fortschr Med. 2005 Jun 2;147(22):11. German.
28. ↑  Kararizou E, Mitsonis C, Dimopoulos N, Gkiatas K, Markou I, Kalfakis N. "Psychosis or simply a new manifestation of neurosyphilis?" J Int Med Res. 2006 May-Jun;34(3):335-7.
29. ↑  Brooke D, Jamie P, Slack R, Sulaiman M, Tyrer P. "Neurosyphilis--a treatable psychosis". Br J Psychiatry. 1987 Oct;151:556.
30. ↑  Om og med psykoser s. 59
31. 1 2  Cullberg 1999 s. 343
32. ↑  Larson, Michael (2006-03-30). "Alcohol-Related Psychosis". eMedicine. WebMD. Hentet 27. september 2006.
33. ↑   Moore, M T; Nathan, D; Elliot, AR; Laubach, C (1935). "Encephalographic studies in mental disease". American Journal of Psychiatry. 92 (1): 43-67.
34. ↑   Pantelis C; Velakoulis D; McGorry PD; Wood SJ; Suckling J; Phillips LJ; Yung AR; Bullmore ET; Brewer W; Soulsby B; Desmond P; McGuire PK (2003). "Neuroanatomical abnormalities before and after onset of psychosis: a cross-sectional and longitudinal MRI comparison". Lancet. PubMed. 25 (361 (9354)): 281-8. PMID 12559861.{{cite journal}}:  CS1-vedligeholdelse: Flere navne: authors list (link)
35. ↑   Ho, BC; Alicata, D; Ward, J; Moser, DJ; O'Leary, DS; Arndt, S; Andreasen, NC (2003). "Untreated initial psychosis: relation to cognitive deficits and brain morphology in first-episode schizophrenia". American Journal of Psychiatry. PubMed. 160 (1): 142-148. PMID 12505813.
36. ↑   Copolov DL, Seal ML, Maruff P, Ulusoy R, Wong MT, Tochon-Danguy HJ, Egan GF. (2003) Cortical activation associated with the experience of auditory hallucinations and perception of human speech in schizophrenia: a PET correlation study. Psychiatry Res, 122 (3), 139-52. PMID 12694889.